# Lorain (Wisconsin)
Lorain es un pueblo ubicado en el condado de Polk en el estado estadounidense de Wisconsin. En el Censo de 2010 tenía una población de 284 habitantes y una densidad poblacional de 2,96 personas por km².

## Geografía
Lorain se encuentra ubicado en las coordenadas 45°40′45″N 92°13′10″O / 45.67917, -92.21944. Según la Oficina del Censo de los Estados Unidos, Lorain tiene una superficie total de 95.82 km², de la cual 95.34 km² corresponden a tierra firme y (0.51%) 0.48 km² es agua.

## Demografía
Según el censo de 2010, había 284 personas residiendo en Lorain. La densidad de población era de 2,96 hab./km². De los 284 habitantes, Lorain estaba compuesto por el 93.66% blancos, el 0.7% eran afroamericanos, el 2.11% eran amerindios, el 0.35% eran asiáticos, el 0% eran isleños del Pacífico, el 0.7% eran de otras razas y el 2.46% pertenecían a dos o más razas. Del total de la población el 0.7% eran hispanos o latinos de cualquier raza.